# Bratto
Bratto est une frazione de la commune de Pontremoli, dans la province de Massa-Carrara, en Toscane, à la limite de l'Émilie-Romagne. 
C'est un petit village typique de Toscane, situé entre les communes de Pontremoli et Borgo Val di Taro.